# Ґажин
Ґажин (пол. Garzyn) — село в Польщі, у гміні Кшеменево Лещинського повіту Великопольського воєводства.
Населення — 1087 осіб (2011).

## Демографія
Демографічна структура станом на 31 березня 2011 року:
|          | Загалом | Допрацездатний вік | Працездатний вік | Постпрацездатний вік |
| -------- | ------- | ------------------ | ---------------- | -------------------- |
| Чоловіки | 540     | 112                | 384              | 44                   |
| Жінки    | 547     | 103                | 346              | 98                   |
| Разом    | 1087    | 215                | 730              | 142                  |